# 鯨魚座AB
鯨魚座AB，又名BD-15 426，HD 15144、SAO 148386、HR 710，是鯨魚座的一颗恒星，视星等为5.83，位于銀經189.53，銀緯-65.08，其B1900.0坐标为赤經2h 21m 15.1s，赤緯-15° -65.08′ 27″。